# St.-Anna-Platz
Der St.-Anna-Platz ist ein Platz in München. Er ist als denkmalgeschütztes Ensemble in die Bayerische Denkmalliste eingetragen.

## Lage
Der St.-Anna-Platz liegt in dem Münchner Stadtteil Lehel nördlich der Maximilianstraße. Er erstreckt sich von der St.-Anna-Straße aus nach Osten. An der Ostseite verbindet ein kurzes Straßenstück den Platz mit der Triftstraße.

## Geschichte
Der Platz entstand Ende des 19. Jahrhunderts im Rahmen der Errichtung der neuen Pfarrkirche St. Anna. Vorher stand hier nur im Westen das Franziskanerkloster mit der Klosterkirche St. Anna, die 1852/53 eine neoromanische Zweiturmfassade erhalten hatte.
Die Kirche wurde von 1887 bis 1892 nach Plänen von Gabriel von Seidl im neoromanischen Stil errichtet. Etwa parallel dazu erfolgte die Randbebauung des Platzes auf drei Seiten durch verschiedene Architekten im Stil der Neorenaissance.
1965/66 wurde die Fassade der Klosterkirche im barocken Stil rekonstruiert, wodurch der ursprüngliche Gesamteindruck des Platzes verloren ging.

## Platzbild

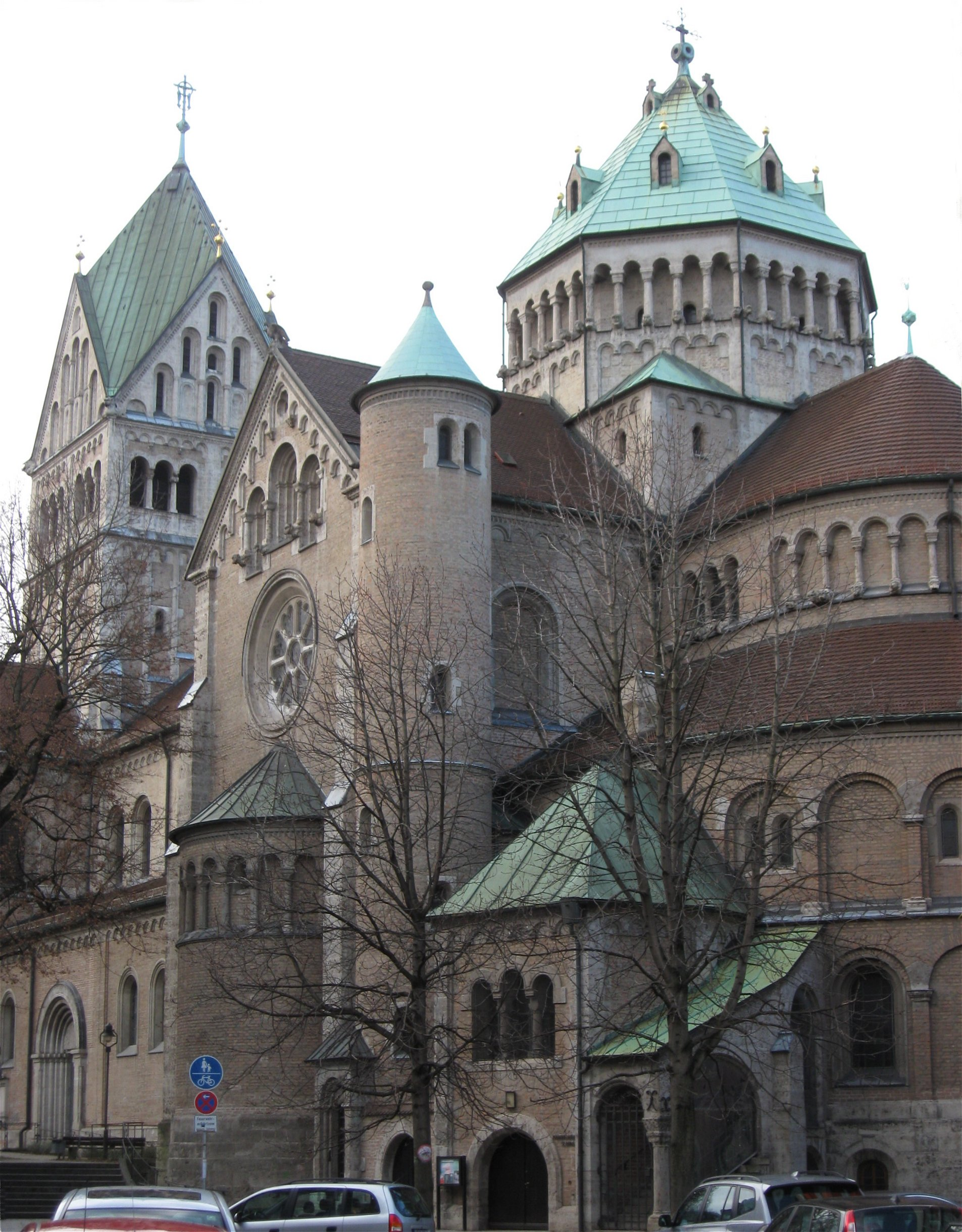
Pfarrkirche St. Anna auf dem St.-Anna-Platz

Der St.-Anna-Platz hat eine ungefähr rechteckige Form mit einer Länge von etwa 100 m und einer Breite von etwa 75 m. Zur St.-Anna-Straße hin ist er etwas aufgeweitet.
Mitten auf dem Platz steht die neoromanische Pfarrkirche erhöht auf einer Terrasse, die von einer niedrigen Einfriedungsmauer umgeben ist. Ihr gegenüber auf der anderen Seite der St.-Anna-Straße liegt das Franziskanerkloster mit der Barockfassade der Klosterkirche. Einen Teil der Nordseite des Platzes nimmt der Südflügel des St.-Anna-Gymnasiums ein.
Der Platz ist auf drei Seiten umbaut, lediglich die Westseite an der St.-Anna-Straße liegt frei. Die Häuserzeile auf der Südseite (Nr. 1, 1a, 2, 3, 4) ist vollständig erhalten, die Häuser stehen unter Denkmalschutz. Von den übrigen Häusern sind nur Nr. 9 in der Nordostecke und das St.-Anna-Gymnasium erhalten und stehen unter Denkmalschutz. Im Südwesten des Platzes liegt der 1894 ebenfalls von Gabriel von Seidl errichtete St.-Anna-Brunnen.

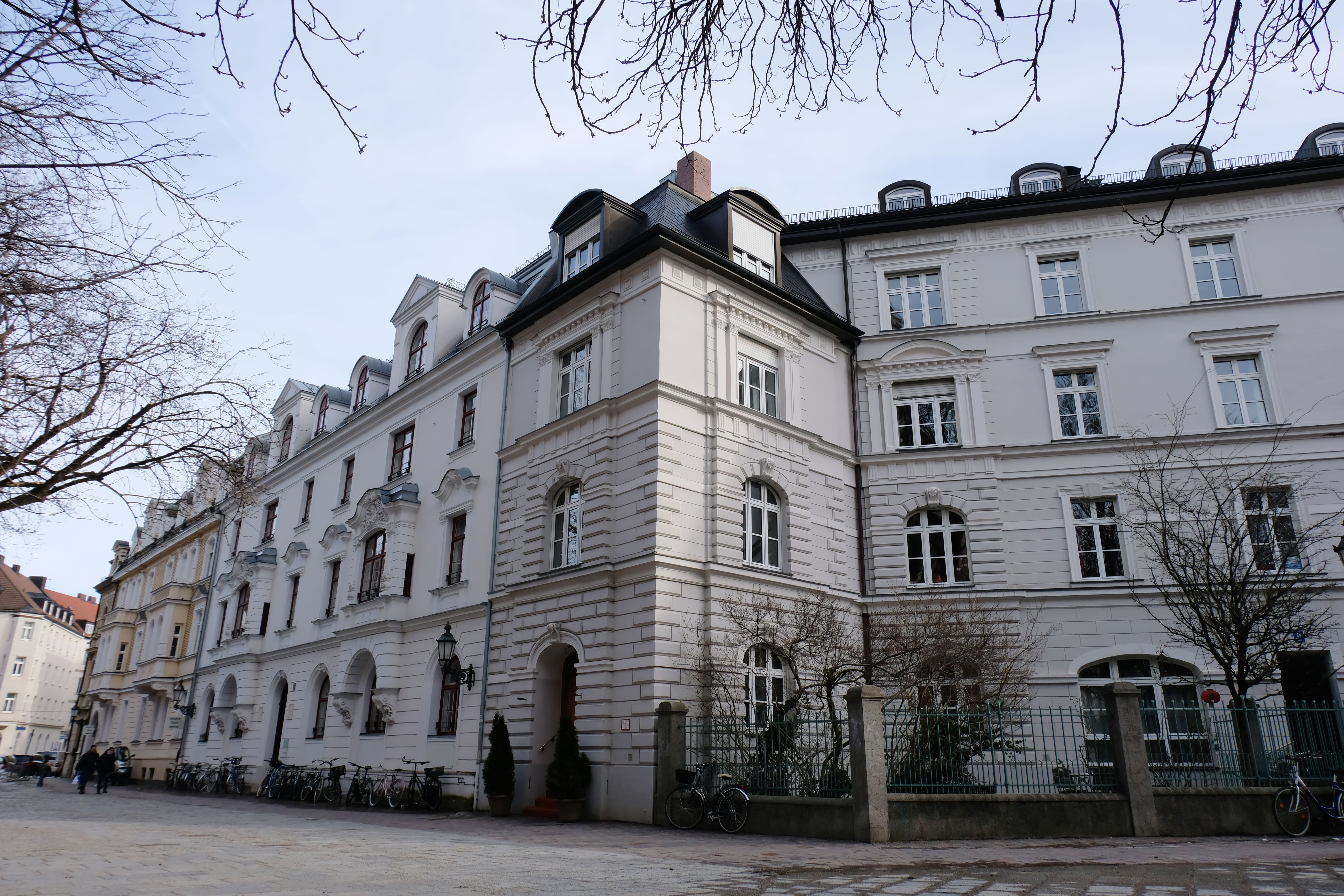
St.-Anna-Platz in München, Häuserensemble auf der Südseite

## Sonstiges
Im Haus am St.-Anna-Platz 2 verbrachte der Schriftsteller Lion Feuchtwanger seine Kindheit von 1889 bis 1900. Am Haus ist eine Gedenktafel angebracht, die 1966 vom Bildhauer Karl Oppenrieder geschaffen wurde.